# Hirtennovelle
Hirtennovelle ist eine Erzählung des deutschen Schriftstellers Ernst Wiechert. Sie spielt in den ersten Jahren des 20. Jahrhunderts vor dem Ersten Weltkrieg in einem ostpreußischen Dorf und erschien erstmals 1935.

## Inhalt
„Seinen Vater erschlug ein stürzender Baum um die Mittagszeit eines blauen Sommertages“. So beginnt die Geschichte von Michael, der bereits als kleiner Junge seinen Vater verlor. In einem kleinen ostpreußischen Moordorf wuchs er fortan weitgehend sich selbst überlassen heran, die Mutter brachte sich und den Sohn mehr schlecht als recht durch. Er war „Michael, einer Witwe Sohn“, wie der Lehrer in sein Klassenbuch schrieb und der ärmste Knabe des Dorfes. Doch mehr als die Schule lehrte ihn das Leben, so dass er sich viele praktische Fertigkeiten aneignete. Wegen seines schweren Schicksals und seiner zwar schlichten, aber Ehrfurcht einflößenden stillen Art genoss er die Achtung des Dorfes und der anderen Knaben. Als er zwölf Jahre alt war, wurde ihm das Amt des Dorfhirten übertragen, womit er die Verantwortung für das ganze Vieh, sogar für den Stier des Dorfschulzen, übernahm. Ganz selbstverständlich, ohne Angst und Scheu, aber mit dem Bewusstsein für seine Verantwortung, ging er an die Aufgabe heran. 
Das Dorf hatte gegenüber anderen den Vorteil, dass auch ein Wald zu seinem Gemeindegebiet gehörte. Eines Tages schickte sich der Hirte eines Nachbardorfes an mit seinen Tieren ebenfalls den Wald aufzusuchen. Doch Michael besiegte in einem Zweikampf mithilfe seiner Schleuder den älteren und stärkeren Konkurrenten, ohne seinen Sieg hinterher an die große Glocke zu hängen. Man erfuhr im Dorf erst auf Umwegen davon.
So gingen die Jugendjahre ihren ruhigen Gang dahin. Die Söhne der reichen Dorfbewohner suchten Michael gerne in seiner Waldeinsamkeit auf, auch als sie später in die Stadt auf höhere Schulen gehen mussten. Im Stillen beneideten sie ihn um sein naturgemäßes Leben. Einzig als einmal eine Malerin ins Dorf kam, die ihn malte und zeichnete, da geriet Michaels Leben etwas aus dem Geleise. Die Frau machte ihm erotische Avancen und zeigte ihm ein Bild, auf dem sie ihn unbekleidet gemalt hatte. Doch Michael zerriss das Bild, erfüllt von einer Keuschheit, die zu seinem Naturleben passte. Die Anfechtung in Gestalt der Künstlerin verließ daraufhin sehr rasch das Dorf wieder. 
Gerüchte über einen bevorstehenden Krieg erreichten das Moor. Und bald war es so weit, dass tatsächlich der Feind vor der Türe stand. Da das Michael anvertraute Vieh nahezu den einzigen Besitz des Dorfes darstellte, suchte Michael einen sehr abgelegenen Ort im Wald, wo der Feind es nicht finden sollte. Wie selbstverständlich ergriff er nun in dieser kritischen Situation die Verantwortung für seine Gemeinde, deren Bewohner ratlos und verängstigt sich seiner Führung anvertrauten. Doch als er die Bewohner und das Vieh gerade in Sicherheit brachte, da riss sich ein Lamm los, verließ die Herde und lief auf die flache Heide hinaus, wo sich bereits drei feindliche Reiter näherten. Michael aber wollte auch nicht den Verlust eines einzigen Lammes hinnehmen, für das er als Dorfhirte verantwortlich war. Er lief dem Tier nach, obwohl ihn die Reiter hier sehen mussten, und fing es tatsächlich wieder ein. Aber auch der Feind hatte ihn eingeholt. Die Russen wollten dem mittellosen jungen Mann gar nichts anhaben, sie verlangten nur die Herausgabe des Lammes, das sie als Nahrung hier gut gebrauchen konnten. Michael aber verteidigte das Lamm mit seinem Leben und starb. Das Dorf aber und seine Tiere waren gerettet. Am Grabe Michaels sprach der Lehrer, „es sei nicht das Vaterland gewesen, für das dieser junge und adlige Mensch gefallen sei, nicht der Kaiser und nicht ein Thron oder Altar dieser Erde. Sondern er sei für das Lamm des armen Mannes gefallen, von dem in der Bibel geschrieben stehe, Und in diesem Lamm des armen Mannes seien nun allerdings alle Vaterländer und Kronen dieser Erde beschlossen, denn keinem Hirten dieser Welt könne Größeres beschieden sein als der Tod für das Ärmste seiner Herde.“

## Über das Buch
Ernst Wiechert war einer der erfolgreichsten Autoren Deutschlands in den 1930er Jahren. Trotz einer konservativen Grundhaltung stand er dem Nationalsozialismus fern, blieb aber in jenen Jahren in Deutschland. Die 1935 erschienene Hirtennovelle ist ein typisches Werk Wiecherts. Formal und sprachlich ausgefeilt und emotional ansprechend begegnen in der Erzählung die Konstanten seiner Kunst und Lebensauffassung – der Lobpreis des einfachen Lebens, eine romantisierend-mystische Naturverherrlichung und die Bewährungsprobe christlicher Gesinnung. In dieser christlichen Sinngebung liegt vor allem der Unterschied zur zeitgenössischen Blut-und-Boden-Literatur. Zahlreiche biblische Anspielungen, Namen und vor allem die Hirtensymbolik drücken den christlichen Geist aus, der der Hirtennovelle zugrunde liegt. Am Ende des Buches betont der Autor ausdrücklich, dass sein Held nicht aus patriotischen Gründen gehandelt habe, dass sein Verhalten aber seinem Volk als Vorbild dienen könne: „Das deutsche Land aber, über dem nun die dunkle Wolke des Krieges und der bitteren Not ohne Erbarmen stehe, könne von Gott nicht zum Untergange bestimmt sein, nachdem derselbe Gott in die Ärmsten und Geringsten dieser deutschen Erde eine Seele gelegt habe, wie sie in diesem jungen Hirten geleuchtet und gebrannt habe. Und nichts anderes könne er beten an diesem jungen Grabe, als dass die Seele dieses Toten allezeit über dem Dorfe wie über dem ganzen Vaterland leben möge. Dann werde, in ferne kommenden Zeiten vielleicht, es von selbst sich fügen, dass das Wesen solcher Seele alle Länder durchdringen und dazu helfen werde, die Herrschaft dessen aufzurichten, der das Lamm Gottes genannt worden sei.“

## Ausgaben
- Ernst Wiechert: Hirtennovelle. Albert Langen-Georg Müller Verlag, München 1935
- Ernst Wiechert: Hirtennovelle. Verlag der Arche, Zürich 1946
- Ernst Wiechert: Hirtennovelle. Langen Müller, München 1988, ISBN 3-7844-1958-5
- Ernst Wiechert: Hirtennovelle/Der weiße Büffel. Taschenbuch- und Großdruckausgabe. Ullstein, Frankfurt am Main 1991, ISBN 3-548-40122-8

## Übersetzungen
- Ernst Wiechert: Novella pastorale. Übersetzt von Massimo Mila. Frassinelli, Turin 1942 (italienisch)
- Ernst Wiechert: La Vie d’un berger et autres nouvelles. Übersetzt von André Meyer und Charles Silvestre. Stock, Paris 1946 (französisch)
- Ernst Wiechert: Roman d’un berger. Übersetzt von Silvaine Duclos. Éditions du Typhon 2022 (französisch)